# Ришранш
Ришра́нш (фр. Richerenches) — коммуна во французском департаменте Воклюз региона Прованс — Альпы — Лазурный Берег. Относится к кантону Вальреа.

## Географическое положение

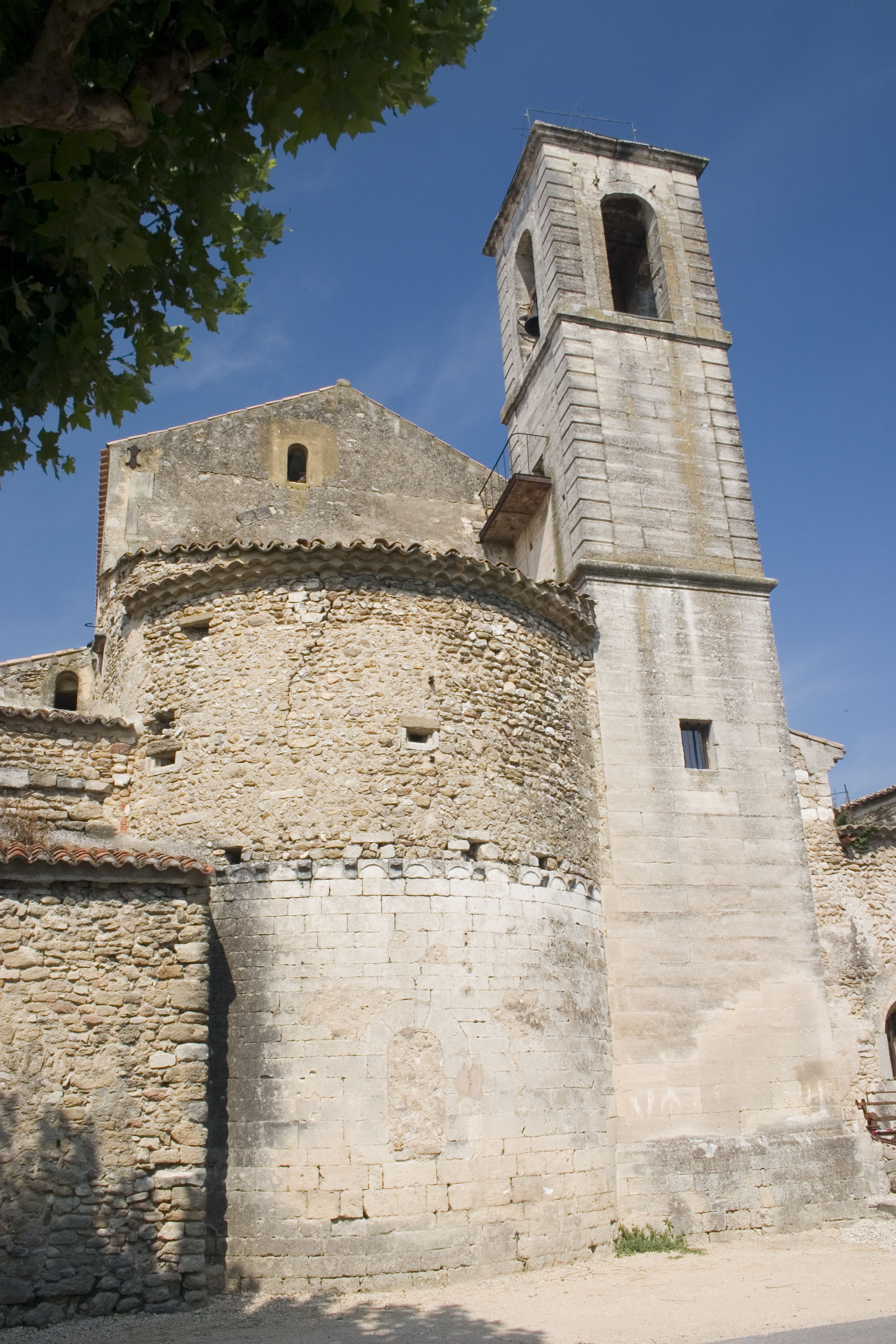
Церковь в Ришранш.

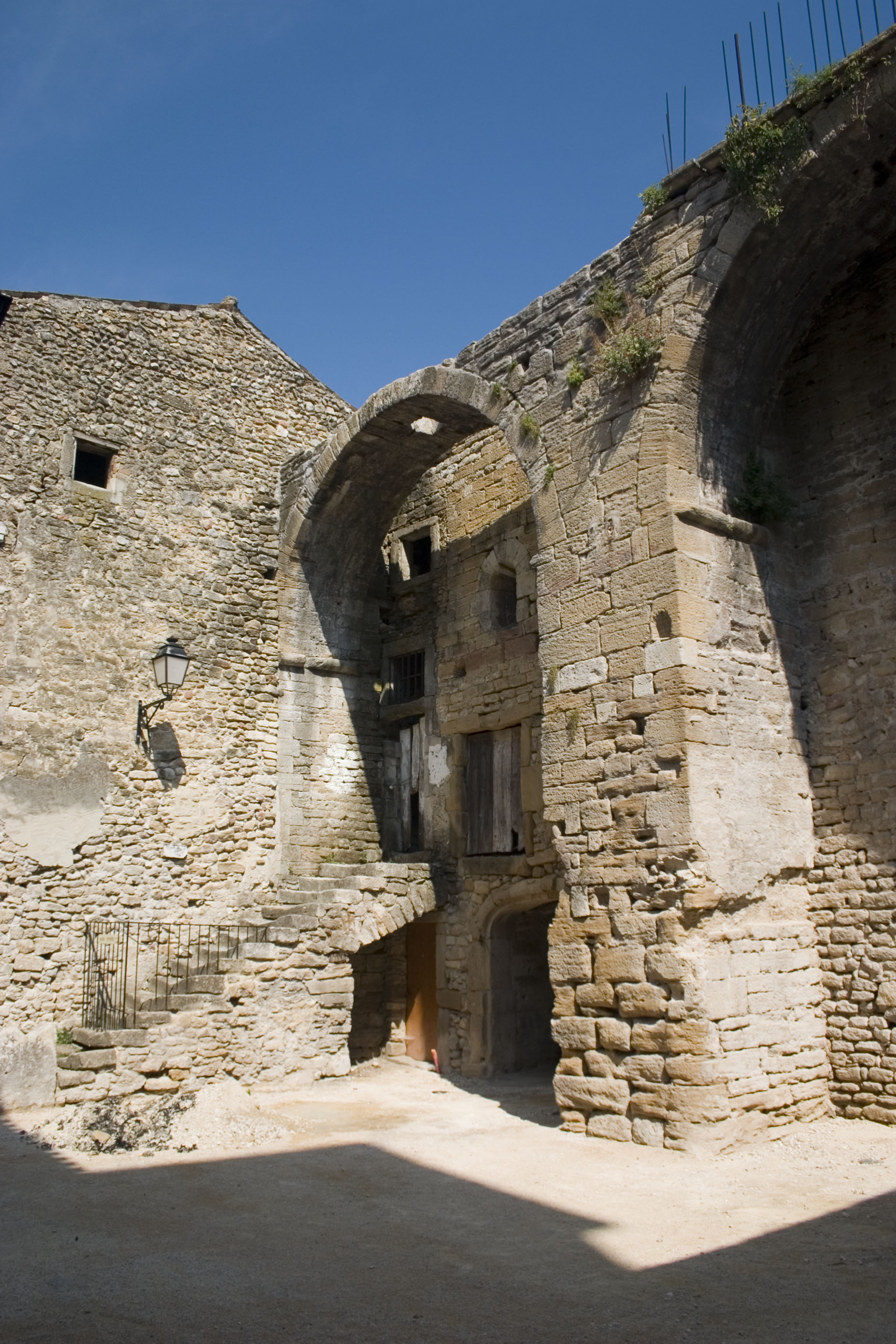
Комтурство тамплиеров.

Ришранш расположен в 50 км к северу от Авиньона. Соседние коммуны: Грийон на севере, Вальреа на северо-востоке, Ла-Бом-де-Транзит на юго-западе, Солерьё и Монсегюр-сюр-Лозон на западе.

### Гидрография
Коронн, приток Ле, пересекает юг Ришранша с востока на запад. По коммуне протекают Ольер и канал дю Мулен со стороны Вальреа и Талобр по границе Ришранша и Визана.

## Демография
Население коммуны на 2010 год составляло 696 человек.
| 1962 | 1968 | 1975 | 1982 | 1990 | 1999 | 2010 |
| ---- | ---- | ---- | ---- | ---- | ---- | ---- |
| 362  | 454  | 445  | 466  | 542  | 616  | 696  |

## Достопримечательности
- Самое старинное комтурство тамплиеров в Провансе.
- Беффруа.
- Статуя Богородицы Нуар, Нотр-Дам-де-Коронн, датируется XIII веком.
- Церковь, переделана в начале XVI века, на базе церкви тамплиеров 1147 года, разрушенной с закрытием ордена тамплиеров.
- Часовня Нотр-Дам-де-Бон-Ранконтр, XVII век.
- Часовня Сент-Альбан.
- Оратории Сен-Жозеф, Богородицы и Сент-Ирьез.